# Âu tâm luận

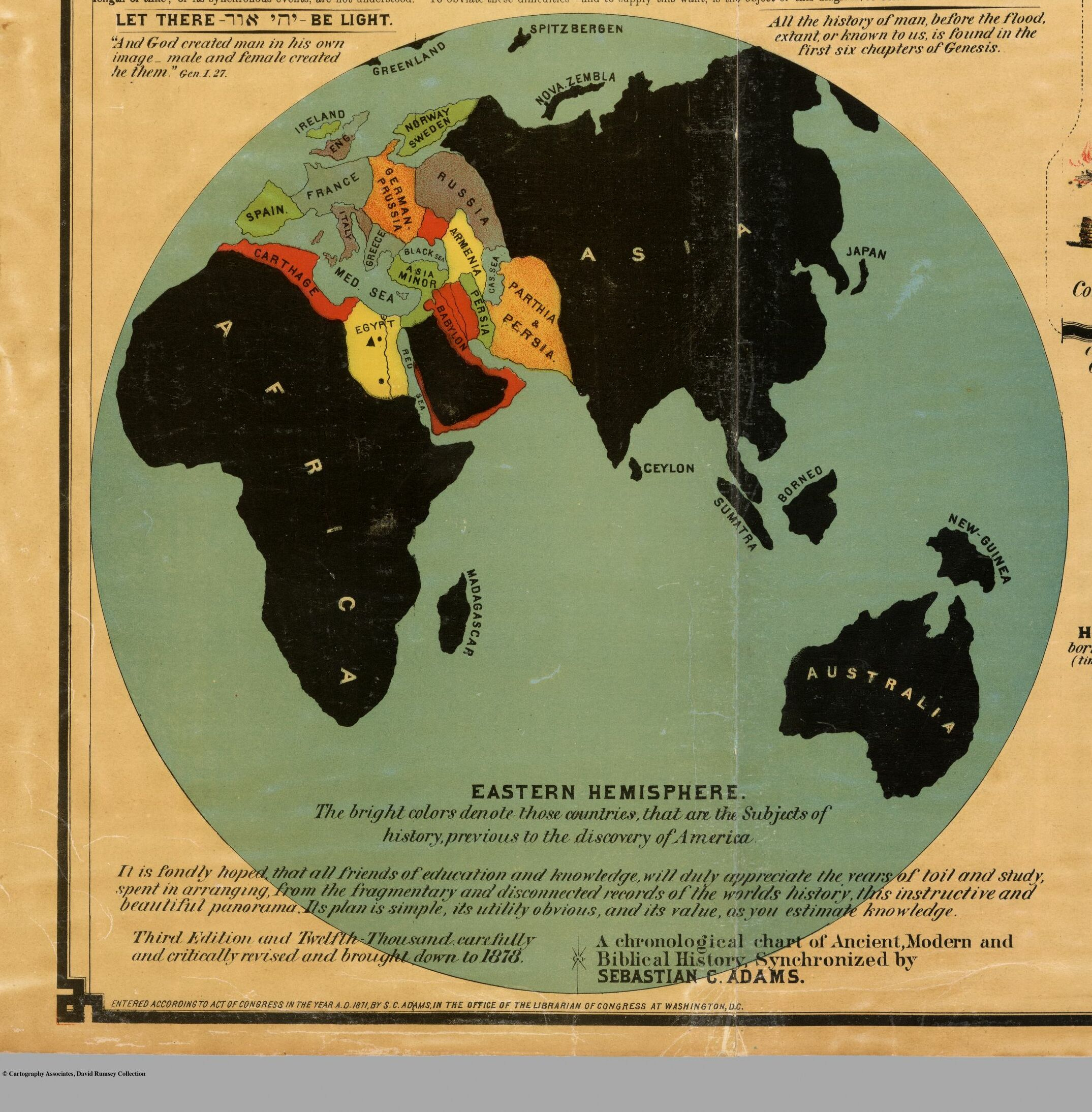
Bản đồ thế giới năm 1881 do người châu Âu xuất bản, những nơi văn minh châu Âu soi rọi tới thì được tô vẽ màu sắc trong khi phần còn lại của thế giới là một màu tối đen, ngụ ý là thấp kém cần khai sáng

Âu tâm luận (Eurocentrism) hay chủ nghĩa trọng Âu (Eurocentricity) hay phương Tây trung tâm (Western-centrism) là thuyết lấy châu Âu làm trung tâm hoặc chủ nghĩa lấy phương Tây làm trung tâm (Western-centrism), đây là một thế giới quan tâm điểm vào nền văn minh phương Tây hoặc một quan điểm thiên vị và ủng hộ văn minh phương Tây vượt trội hơn các nền văn minh phi phương Tây. Phạm vi chính xác của Âu tâm luận thay đổi từ toàn bộ thế giới phương Tây đến lục địa Châu Âu hoặc thậm chí hẹp hơn là Tây Âu (đặc biệt là trong Chiến tranh Lạnh). Khi thuật ngữ này được áp dụng trong lịch sử, nó có thể được sử dụng để chỉ quan điểm đối với chủ nghĩa thực dân châu Âu và các hình thức chủ nghĩa đế quốc khác. Thuật ngữ "Châu Âu là trung tâm" có từ cuối những năm 1970 nhưng nó không trở nên phổ biến cho đến những năm 1990, khi nó thường được áp dụng trong bối cảnh phi thực dân hóa và phát triển cũng như viện trợ nhân đạo mà các nước công nghiệp hóa cung cấp cho các nước đang phát triển. Thuật ngữ này kể từ đó đã được sử dụng để phê bình các câu chuyện về sự tiến bộ, phồn vinh và vượt trội của phương Tây, đồng thời, các học giả phương Tây đã hạ thấp và phớt lờ, phủ nhận những giá trị, đóng góp không phải của phương Tây và để đối chiếu các nhận thức luận phương Tây với tri thức, cách hiểu biết của người bản địa (kiến thức và văn hóa truyền thống).

## Đại cương

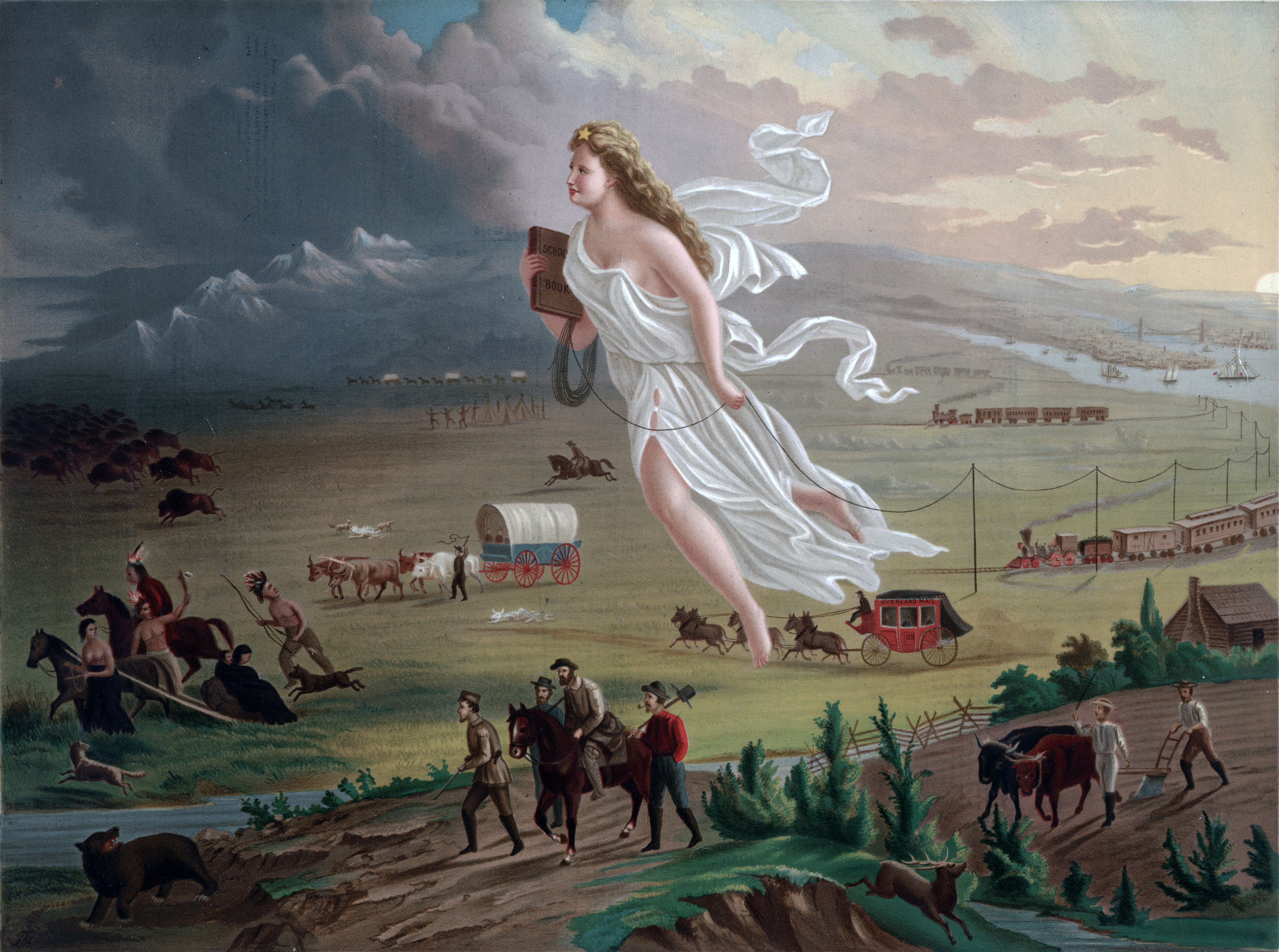
Họa phẩm về nữ thần da trắng soi sáng văn minh tiến bộ

Xuất phát từ thiên hướng bẩm sinh của chủ nghĩa trọng Âu hay Âu tâm luận đối với nền văn minh phương Tây đã dẫn đến việc tạo ra khái niệm "Xã hội Châu Âu" ủng hộ các thành phần (chủ yếu là Cơ đốc giáo) của nền văn minh Châu Âu và cho phép những người theo chủ nghĩa trọng Âu gọi các xã hội và nền văn hóa khác nhau là "không văn minh". Âu tâm luận vẫn để lại di chứng, với thói duy khoa học và cái nhìn Âu tâm luận thì người ta coi phương Đông mà phần lớn là thuộc địa của người châu Âu, là một xứ sở lạc hậu, cần được khai phá văn minh (sứ mệnh khai hóa văn minh) nên mọi tiếp xúc, nghiên cứu học hỏi nền văn hóa thấp kém bản địa đều bị coi là kỳ dị, thậm chí là xúc phạm. Chủ nghĩa trọng Âu đã ăn sâu vào tâm khảm trên nhiều mặt. Một thí nghiệm trên trẻ em Mexico năm 2012 cho thấy chủ nghĩa trọng Âu đã ăn sâu vào các nền văn hóa khác nhau, bao gồm cả các nền văn hóa Mỹ Latinh.
Bất chấp thời đại thực dân kiểu cũ đã trở thành lịch sử, khi ta nhắc đến từ quốc tế, trong nhiều trường hợp nó đơn giản nhằm ám chỉ phương Tây chẳng hạn Luật quốc tế trong quá khứ, nó được đặt ra bởi người phương Tây để hợp pháp hóa công cuộc khai thác thuộc địa. Ở thời hiện đại, nó cũng không có nhiều tác dụng với thế giới thứ ba, nó hướng tới chống khủng bố, bảo vệ quyền lợi của những siêu tập đoàn và chế độ nhân quyền quốc tế chỉ là sự bày vẽ của phương Tây, một hình thức mới của chủ nghĩa đế quốc mà lần này là trên phương diện đạo đức được dùng để xuất khẩu gói văn hóa phương Tây. Các nhà báo đã phát hiện ra tâm lý Âu tâm luận trong các phản ứng trước cuộc xâm lược Ukraina của Nga vào tháng 2 năm 2022, khi tần suất, tâm điểm và phạm vi đưa tin cũng như mối quan ngại về cuộc chiến này tương phản với các cuộc chiến tranh đương đại kéo dài hơn, đẫm máu hơn và tàn khốc hơn bên ngoài châu Âu như ở Syria và ở Yemen.
Nhiều người Việt sính ngoại, sùng Tây cũng không sớm nhận ra sai lầm của tư tưởng Âu tâm luận từng khá phổ biến trong nghiên cứu ngôn ngữ học nói riêng và nghiên cứu khoa học nói chung ở Việt Nam. Cũng có những chế giễu về thói chuộng tây, sính ngoại như một kiểu me tây dẫn đến thói lai căng. Ngày nay, sự bùng nổ của trường quốc tế hay mang danh quốc tế tại châu Á dường như phản ảnh khao khát bắt kịp châu Âu trong một thế giới theo chủ nghĩa trọng Âu vì văn minh châu Âu với những trào lưu triết học khai phóng con người đã đẩy lục địa này đi trước một quãng dài. Hệ thống giáo dục quốc tế lấy giáo dục phương Tây làm tiêu chuẩn không chỉ bởi phần lớn hoặc toàn bộ các môn học được học bằng tiếng Anh và cốt lõi giáo dục của nó đậm đặc tư tưởng phương Tây từ thời Socrates, Plato, coi tri thức không đến từ việc dạy mà đến từ việc hỏi, khác xa so với truyền thống giáo dục Đông Á và bản chất trường quốc tế buộc nó phải bứt mình ra khỏi những giá trị bản địa vì người ta học trường quốc tế là để tạo bước đà học lên cao hơn ở các trường đại học Mỹ hay châu Âu.
Giáo sư Lịch sử và Khảo cổ học tại Đại học Stanford là Ian Morris có tác phẩm "Tại sao Phương Tây vượt trội?", Morris đã đặt câu hỏi: Thế nào là sự vượt trội? Morris đã xây dựng bốn tiêu chí để đánh giá về trình độ phát triển xã hội của các nền văn minh gồm: khả năng hấp thu năng lượng, trình độ quy hoạch đô thị, khả năng truyền đạt thông tin và khả năng gây chiến tranh. Điểm đặc biệt của Morris là ông đã áp dụng những phương pháp của thống kê toán học để lượng định chúng và thể hiện các kết quả trên các biểu đồ. Nhìn vào các biểu đồ đều thấy sự vượt trội của Phương Tây so với Phương Đông xuyên suốt chiều dài lịch sử theo biểu đồ khoảng thời gian từ năm 14000TCN - 2000SCN, một khoảng thời gian dài đến 16000 năm). Ian Morris đã đứng trên lập trường tư tưởng bất định để giải quyết vấn đề, ông đã tuyên bố rằng vấn đề Phương Tây thống lĩnh thế giới trong năm 2000 đơn giản chỉ là một vấn đề xác suất chứ không phải ngẫu nhiên hay tất định, vấn đề Phương Tây thống lĩnh thế giới trong năm 2000 chỉ là là vấn đề mang tính xác suất.

## Chuẩn vẻ đẹp

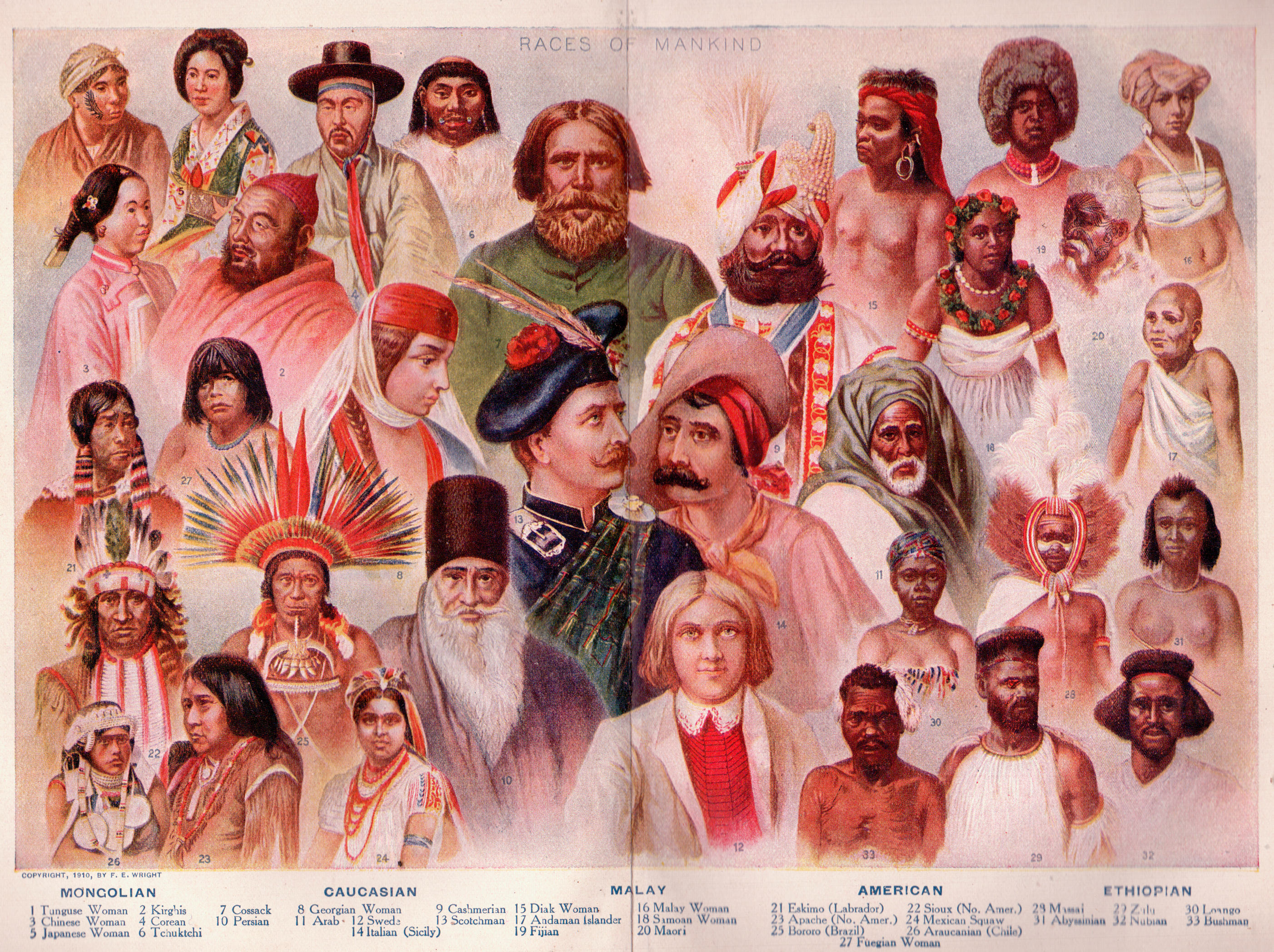
Minh họa về các giống dân trên thế giới, trong đó những tộc người châu Âu da trắng được ưu tiên bố cục nổi bật ở trung tâm, các giống dân khác được bố cục ở ngoài rìa

Phân biệt chủng tộc giả khoa học đôi khi được gọi là sinh lý học chủng tộc là lòng tin rằng có các bằng chứng thực nghiệm ủng hộ cho sự phân biệt chủng tộc, để kết luận rằng có các chủng tộc thấp kém và chủng tộc siêu việt. Phân biệt chủng tộc giả khoa học cũng viện tới nhân chủng học (đáng kể nhất là nhân chủng học hình thể), nhân trắc học (khoa học về phép đo đạc cơ thể người-Anthropometry), dân tộc học, tiến hóa học và một số ngành khoa học khác, để đưa ra các phân loại nhân chủng chia con người thành những loại riêng rẽ hoặc ưu việt hơn, hoặc thấp kém hơn. Thứ giả khoa học này đã rất phổ biến trong giai đoạn từ những năm 1600 cho tới khi Thế chiến II bắt đầu. Nhưng trong nửa sau thế kỷ 20, lòng tin đó đã bị bác bỏ dứt khoát là lỗi thời và không có cơ sở khoa học. Lòng tin về sự hơn kém giữa các chủng tộc đó được hỗ trợ bằng một thứ giả khoa học (Pseudoscience) đã bị bác bỏ từ lâu.
Do ảnh hưởng chủ nghĩa thực dân, chuẩn mực vẻ đẹp lý tưởng của Châu Âu đã có mức độ ảnh hưởng khác nhau đến nền văn hóa của các quốc gia không thuộc phương Tây. Ảnh hưởng đến chuẩn mực sắc đẹp trên toàn cầu thay đổi tùy theo khu vực, trong đó lý tưởng lấy châu Âu làm trung tâm có tác động tương đối mạnh ở Nam Á nhưng ít hoặc không có tác động ở Đông Á. Tuy vậy, tiêu chuẩn sắc đẹp châu Âu cũng đang giảm bớt ở Hoa Kỳ, đặc biệt là với sự thành công của các người mẫu nữ châu Á, điều này có thể báo hiệu sự thoái trào trong vai trò bá chủ của tiêu chuẩn sắc đẹp lý tưởng của người Mỹ da trắng. Ở Việt Nam, tiêu chuẩn về vẻ đẹp Châu Âu lý tưởng đã bị công khai chối bỏ vì phụ nữ địa phương coi tiêu chuẩn về vẻ đẹp của phụ nữ phương Tây (mấy bà Đầm) là thừa cân, to xác, nảy nở, phốp pháp là không duyên dáng, yểu điệu.
Ở Đông Á, tác động của Âu tâm luận trong các quảng cáo làm đẹp là không đáng kể, thậm chí còn có xu hướng các quảng cáo mỹ phẩm địa phương cho các sản phẩm dành cho phụ nữ còn người mẫu châu Âu được thuê thực hiện cho khoảng một nửa số quảng cáo cho các thương hiệu châu Âu như Estee Lauder và L'Oreal, trong khi các thương hiệu mỹ phẩm địa phương của Nhật Bản có xu hướng chỉ sử dụng người mẫu nữ Đông Á. Việc sử dụng người mẫu nữ châu Âu thực sự đã giảm ở Nhật Bản và một số công ty chăm sóc da của Nhật Bản đã ngừng hoàn toàn việc sử dụng người mẫu nữ phương Tây, trong khi những công ty khác thậm chí còn quan niệm phụ nữ da trắng rõ ràng là thua kém so với phụ nữ châu Á. Người Nhật có niềm tin rằng làn da của phụ nữ Nhật nuột nà nõn nường hơn phụ nữ da trắng và việc người mẫu nữ châu Âu xuất hiện trong các quảng cáo địa phương không phản ánh bất kỳ địa vị đặc biệt nào của phụ nữ da trắng ở Nhật Bản.
Làm sáng da đã trở thành một thói quen phổ biến ở một số quốc gia. Một nghiên cứu cho thấy, ở Tanzania thì động cơ sử dụng các sản phẩm làm sáng da là để trông "giống Âu" hơn hay chứng cuồng da trắng ở Ấn Độ. Tuy nhiên, ở Đông Á thì tục lệ này đã bắt đầu từ rất lâu trước khi tiếp xúc với người châu Âu đó là quan niệm làn da rám nắng có liên quan đến công việc của tầng lớp thấp hơn và do đó thường xuyên tiếp xúc với ánh nắng mặt trời, trong khi có làn da lợt nhợt nhạt biểu thị thuộc về tầng lớp thượng lưu ("nắng không tới mặt, mưa không tới đầu", "trắng da dài tóc"). Phẫu thuật thẩm mỹ rất phổ biến ở Hàn Quốc được mệnh danh là "thủ đô phẫu thuật thẩm mỹ của thế giới" tại đây, tỷ lệ phẫu thuật thẩm mỹ ở Hàn Quốc không bắt nguồn từ tiêu chuẩn sắc đẹp phương Tây mà thay vào đó chủ yếu là do các yếu tố khác, chẳng hạn như sự không hài lòng nói chung về ngoại hình và cơ hội tốt hơn trên thị trường việc làm. Theo Hiệp hội Phẫu thuật Thẩm mỹ Quốc tế, Hàn Quốc có tỷ lệ phẫu thuật thẩm mỹ bình quân đầu người cao nhất năm 2014 và các thủ thuật được yêu cầu nhiều nhất là phẫu thuật tạo hình mí mắt và nâng mũi, một thủ thuật khác được thực hiện ở Hàn Quốc là phẫu thuật cắt bỏ cơ dưới lưỡi nối với đáy miệng mà cha mẹ cho con phẫu thuật để phát âm tiếng Anh tốt hơn.